# Roy (Utah)
Roy – miasto w Stanach Zjednoczonych, w stanie Utah, w hrabstwie Weber.